# Syed Saleem Shahzad
Syed Saleem Shahzad (* 3. November 1970; † 31. Mai 2011) war ein pakistanischer investigativer Journalist.
Shahzad war für seine guten Kontakte zu islamistischen Terrorgruppen wie auch dem pakistanischen Geheimdienst und Militär bekannt. Unter anderem führte er Interviews mit Sirajuddin Haqqani aus dem Haqqani-Netzwerk und Mohammad Ilyas Kashmiri.
Zuletzt arbeitete Shahzad für Asia Times Online und eine italienische Nachrichtenagentur.

## Tod
Laut Human Rights Watch behauptete Shahzad kurz vor seinem Tod, er werde vom Inter-Services Intelligence (ISI) bedroht und verfolgt. Konkret nannte er einen Admiral der pakistanischen Marine. Seine letzte Arbeit befasste sich mit der Infiltrierung der Pakistanischen Marine durch al-Qaida. Darin führte er aus, dass der Angriff auf den Marinestützpunkt in Karachi 2011 die Rache für die Festnahme mehrerer sympathisierender Marine-Offiziere war.
Shahzad verschwand auf dem Weg zu einem abendlichen Fernsehinterview über seinen Artikel im Mai 2011 spurlos aus Islamabad. Zwei Tage später wurde seine Leiche, von Folterspuren gezeichnet, in einem Kanal in der Nähe der Stadt Mandi Bahauddin im Pandschab, 150 Kilometer südöstlich, gefunden.
US-Außenministerin Hillary Clinton verurteilte seine Entführung und Ermordung und sagte: „Seine Berichterstattung über Terrorismus und Geheimdienstthemen in Pakistan haben die Probleme verdeutlicht, die der Extremismus für Pakistans Stabilität bedeutet.“

## Sonstiges
Seine Ermordung geschah kurze Zeit nach dem Tod von Osama bin Laden. Seitdem werden das Verhältnis zwischen Pakistans Regierung und dem Geheimdienst ISI diskutiert sowie die Frage, wie sehr pakistanische Institutionen von Islamisten unterwandert sind.

## Werke
- Syed Saleem Shahzad: Inside Al-Qaeda and the Taliban. Beyond Bin Laden and 9/11. PlutoPress, 2011, ISBN 978-0-7453-3101-0, S. 280 (englisch, plutobooks.com [abgerufen am 1. Juni 2011]).